# 乖離性ミリオンアーサー
『乖離性ミリオンアーサー』（かいりせいミリオンアーサー、Kai-ri-Sei Million Arthur）は、スクウェア・エニックスより配信されたゲームアプリ。
『拡散性ミリオンアーサー』の正統進化タイトルを謳った続編。

## 概要
2014年11月19日にスマートフォン向けに配信を開始。『拡散性ミリオンアーサー』の事実上の後継タイトルとなる「キャラクターコマンドRPG」。
『拡散性』と同時間軸だが少し後の時系列に「傭兵」「富豪」「盗賊」「歌姫」の4人のアーサーが主人公として登場し、ブリテンの北方「訓練城ヘヴリディーズ」を舞台に展開、聖剣（エクスカリバー）から聖槍へと物語が変化していったことで新たな脅威が現れる。
2016年9月1日よりPlayStation Vita版およびPlayStation 4版がPlayStation Store配信。スマートフォン版とシステムは同じだが独自運営のためデータの引継ぎはできない。PS版は2018年3月30日をもってサービス終了。
2019年11月14日には、3年後を描く「断絶の七聖王」が実装。
2020年9月30日をもってサービス終了。スマートフォン版についてはオンラインサービス終了後も一部機能が利用可能なオフライン版が配信された。
2023年7月21日、続編ではなく、乖離性をベースとした、新規シナリオタイトルとして『乖離性ミリオンアーサー：リング』を発表。同年10月12日より、先行プレイテストを開始。翌年2024年にもテストが行われたのち、簡体字圏（中国本土）の「乖离性百万亚瑟王：环」はリリース未定の中、2024年8月29日、繁体字圏（台湾、香港、マカオ）で「乖離性百萬亞瑟王：環」として、艾玩天地（Iwplay World）社から先行リリース。同年11月27日には、韓国で「밀리언아서：링（ミリオンアーサー：リング）」として、뉴큐브게임즈（Newcubegames）社からリリース。2025年6月12日、韓国版のサービス終了（7月15日）を発表。サーバー接続不可（7月1日）で実質サービス終了状態。
2025年7月1日、中国版を開発していたPerfect World Games 社のスタジオ「百万工作室」の代表が職権を濫用し、複数の取引先から賄賂を受け取っていたことで公安に刑事拘留され、先日、検察により逮捕が承認されたことが報道された。違法で猥褻な動画コンテンツの制作の容認、虚偽の情報の記載による紹介報酬の不正受領・私的分配、外部事業者を設立して自身の立場を隠蔽し、利益相反規定に違反する複数の行為をしていた同スタジオの企画部長と賄賂の受け渡しに関わった人材アウトソーシング取引先の選定、管理、決済業務に関する職務怠慢、人材の採用活動において、紹介報酬の不正申請・受領を共謀・幇助、同業他社との競争禁止に関する社内規定違反、利益相反関係にある営業主体を自ら登記し、監査調査への協力を拒否していた同スタジオの人事部長の処分も公表し、同年1月24日には、素材制作のアウトソーシング管理や職務怠慢などにより、巨額の損害を与えた従業員4人が解雇されていたことも合わせて公表した。
7月7日、繁体字圏でのサービス終了（8月19日）を発表。現時点における日本国内での展開は未定となっている。

## 登場人物
キャメロット関連など前作共通のキャラクターは『拡散性ミリオンアーサー 』の項目に記載。

### ヘヴリディーズ
傭兵アーサー
声 - 阿部敦 / キャラクターデザイン - 柴乃櫂人
乖離性から登場した4人の主人公アーサーのうちの一人。金銭よりも後味の良さを優先して仕事を請け負い、依頼人に騙される事や無実の者を攻撃するような汚い仕事を嫌う善良で真面目な性格の青年傭兵。幼い子供から外敵からブリテンを守って欲しいと依頼された事がきっかけで「王」となるべくエクスカリバーの試練に臨む事となる。
ゲーム上での性能はパワータイプで、主に敵への物理攻撃を主とする。
富豪アーサー
声 - 岡本信彦 / キャラクターデザイン - BUNBUN
主人公アーサーのうちの一人。外海への航行が厳しく制限され、航路が封鎖された事がきっかけで、交易路を模索するため「王」になる事を目指した交易商の青年。そのため、外敵との争いには興味がなく、外敵を含め自由に交易をしている。女性に優しい紳士的な性格で、面倒見も良いため女性陣には度々苦労をかけられている。
ゲーム上での性能は支援タイプで、主に味方へのバフ付与による補助と物理攻撃を主とする。
盗賊アーサー
声 - 佐倉綾音 / キャラクターデザイン - 牛木義隆
主人公アーサーのうちの一人。キャロメット宮殿から財宝を盗もうと忍び込んだところ、誤ってエクスカリバーを抜いてしまった事から「王」の候補に選ばれてしまった盗賊の少女。手癖が悪く王としての責務も感じていない性格だが、根は義には厚く義賊に近いため民衆を守ろうとする心構えは持ち合わせている。
また、他のゲームへのゲスト参戦も多く、『ミリオンアーサー アルカナブラッド』では初期よりプレイヤーキャラクターとして使用可能、『SNKヒロインズ Tag Team Frenzy』ではアルカナブラッドからのコラボキャラクターとして参戦している。
ゲーム上での性能は主に魔法攻撃と敵へのデバフ付与による補助を主とする。
アニメ版『叛逆性ミリオンアーサー』では乖離性からのゲストキャラクターの一人として出演している。
歌姫アーサー
声 - 内田真礼 / キャラクターデザイン - refeia
吟遊詩人となるためオーディションに向かったつもりが、目的地を誤ってエクスカリバーの選定試験に参加してしまった歌姫の少女。当初は王になるつもりはなかったが、注目を浴びるための芸能活動として切り替えている。設定上では「一見のほほんとしているように見えてお金と人気のためなら何でもする裏表の激しい性格」という事になっているが、ゲーム本編ではそのような描写はなく、若干ミーハーな性格をしている程度で、自身の人気を気にしているような言動のみ存在する。
ゲーム上での性能は主に味方のHP回復や状態異常の治癒を主としている。
アニメ版『叛逆性ミリオンアーサー』では乖離性からのゲストキャラクターの一人として出演している。
スカアハ
声 - 坂本真綾 / キャラクターデザイン - CUTEG
影の国にある訓練城ヘヴリディーズに住む魔女。妖精ウアサハを従え「断絶の時代」の遺物を研究しており、4人のアーサーの訓練教官でもある。研究者として優秀な能力を持っているが、ズボラな性格のため家事はウアサハに任せっきりであり、他者を徹底的に扱き上げる事を好むなどサディストな面を持つ。
ウアサハ
声 - 金元寿子 / キャラクターデザイン - はいむらきよたか
訓練城ヘヴリディーズで魔女スカアハに仕える妖精。スカアハによって本来の能力を制限されており、戦闘能力がなく、システムの補助もできないため、メイドとして家事全般を任されている。無機質で感情表現が薄い性格の少女だが、子供らしい部分も併せ持つ。「断絶の時代」からスパコン「ドン＝クアルンゲ」とオペレーターである魔女を護る用途を与えられていた妖精。
ファルサリア
声 - 茅野愛衣 / キャラクターデザイン - るろお
文明を滅ぼす者と呼ばれ、断絶の時代でも恐れられていたとされる謎の妖精。断絶の時代当時の研究者たちによってある目的のために製造された、変わる運命により世界に過度の負荷が加わるのを阻止し、半永久的に監視行動を続けられる存在。自らをネットワークに接続し、断絶の時代の遺跡や遺物を無数に操り、自分の目や耳とすることが出来るため、一瞬で勢力や戦況を把握出来る。一帯の伝承をスキャン、抽出したものを歪曲する「伝承歪曲」の力を持ち、それにより攻撃方法を選択している。破壊行為自体は彼女の意思ではなく、外部注入された「ディアドラ＝プログラム」により実行されているものであった。
アニメ版『叛逆性ミリオンアーサー』では乖離性からのゲストキャラクターの一人として出演している。

### ファルサリア関連
アテオス
声 - 大西沙織 / キャラクターデザイン - 雅
対ファルサリア用の安全装置として製造された妖精。あらゆる伝承を分解し、無力化する「伝承分解」の力を持つ。本来はファルサリアと連動して目覚めるはずであったが、連動処理の設定が済む前に技術者が全滅したため、「否定する者の遺跡」で眠り続けていた。未来の世界では遺跡ごと破壊されているはずであったが、歴史改変の阻止によって「時間移動に失敗した」並行世界の錬金アーサーとボダッハが破壊される前の遺跡を訪れたことで錬金アーサーからファルサリアの力の残滓を検知し、目覚めることになった。
ディアドラ
声 - 中原麻衣 / キャラクターデザイン - やみや
妖精ファルサリアを製造した断絶の時代当時の研究者。ファルサリアの心を守るため、研究者達に気付かれないように自身がファルサリアに組み込んだ「ディアドラ＝プログラム」によって、運命を変えてしまう危険な存在だと判断され、殺害されてしまう。
アレミラ
声 - 木村珠莉 / キャラクターデザイン - 夢之式
悪夢を研究している魔女。実体のない悪夢を魔法でこの世に降ろしたり、膨大な魔力や下準備が必要だが、記憶や人格を伴う精神を別の世界の同存在に上書きすることが出来る。魔法使いマーリンの足跡を辿り、マーリンも手に入れることが出来なかったファルサリアという存在を手に入れ、自身を妖精化させ、その力を取り込むことを最終目標としている。

### 外敵関連
セリエ
声 - 高橋李依 / キャラクターデザイン - 藤ちょこ
外敵の大陸本土の高い技術水準の「テクノロジー」で全身を固めた勢力の一人。戦いを好み、日々強くなることだけを考えている戦闘狂で、完全に脳筋タイプ。熱くなりすぎると周りが見えなくなり、よく暴走する彼女をレムルス達が上手くサポートしてくれている。面倒くさがりな性格で、口が悪いことをちょっとだけ気にしている。実はおばけが苦手。
レムルス
キャラクターデザイン - C.seryl
外敵の大陸本土の高い技術水準の「テクノロジー」で全身を固めた勢力の一人。敵戦力や状況を冷静に分析する知識豊富な頭脳派で、何かと無茶しがちなセリエのストッパー的な役割も担う。
シャロ
キャラクターデザイン - teco_uk
外敵の大陸本土の高い技術水準の「テクノロジー」で全身を固めた勢力の一人。レムルスと並ぶ外敵勢力のもうひとりの頭脳派。市場の人気ジャンルに寄せない展開の恋愛小説を書いており、毒舌のローヴァルには売れない小説家と言われ罵られている。
ローヴァル
外敵の大陸本土の高い技術水準の「テクノロジー」で全身を固めた勢力の一人。シアンと同じく子供っぽい見た目だが、かなりの毒舌家。夜にならないとやる気が出ないなど、戦いを好まない性格だが、いざ戦闘になると力の加減を知らず、全てを吹き飛ばすほどの力を持つ。
シアン
声 - 赤崎千夏 / キャラクターデザイン - きんぎん
外敵の大陸本土の高い技術水準の「テクノロジー」で全身を固めた勢力の一人。ブリテンに上陸したところまではセリエ達と一緒だったが、途中で迷子になり、森でエルフィンと出会って仲良しになった。その昔は名を馳せた山猫盗賊だったが、元来のお人好しな性格から、自分には向いてないと考えるようになり改心。寂しがり屋で遊んでくれる人に懐きやすい。山猫だけに逃げ足が速く、鼻が利く。語尾は「にゃ〜」または「にゃ」。

### アルスター・コナハト編
クーホリン
声 - 櫻井孝宏 / キャラクターデザイン - 凪良
魔法の槍ゲイ＝ボルグを携え、訓練城ヘヴリディーズ襲撃を狙うアルスター領の領主。忍び込んできた所を捕らえられてしまうが、スカアハに気に入られて以降は武術を教わるなどして訓練城ヘヴリディーズの陣営に組する。
レウィ
声 - 水樹奈々 / キャラクターデザイン - NIL
クーホリンに仕えている忠臣。義に厚い女性軍人であり、クーホリンとは無二の親友でもある。
メイヴ
声 - 豊崎愛生 / キャラクターデザイン - 赤りんご
ブリテン内で屈指の軍事力を持つコナハトの姫であり女王。実権を掌握する野心家で、断絶の時代の遺物を我が物にしようと画策する。
カラティン
声 - 安元洋貴 / キャラクターデザイン - 蔵中
コナハト海軍を指揮している提督。女王メイヴに服従しており、訓練城ヘヴリディーズを襲撃する。
フェデルマ
声 - 阿澄佳奈 / キャラクターデザイン - 原田たけひと
コナハトの女王メイヴが使役している占い師の妖精。参謀でもあり、関西弁で喋るのが特徴。
オイフェ
声 - 戸松遥 / キャラクターデザイン - 凪良
アーサー達の前に突然現れた女剣士。断絶の時代の戦闘用ブーツであるホース＝チャリオットを持つ。

### 戴冠作戦編
タリエシン
声 - 大久保瑠美
「ヘヴリディーズ」「キャメロット」「外敵」の三者間和平交渉において、キャメロット側の代表に選出された宮廷詩人。ファルサリアをヘヴリディーズ管理下に置く交換条件として、ゲイ＝ボルグの制御権を手放させた。マーリンの弟子であり、戴冠作戦を進めるために、魔獣「ケルヌンノス」を製造し、暗躍。「ケルヌンノス」をその本質を表す名前として「ルーグの手を離れしモノ」と呼ぶ。
エルフィン
声 - 日高里菜 / キャラクターデザイン - きんぎん
魔獣「ケルヌンノス」たちを指揮し、タリエシンの補助をしていた妖精。魔獣のことをわんわんちゃんと呼ぶ。タリエシンやマーリンの研究データの記憶媒体の役割があり、記憶処理に妖精の機能の大部分を割いているためマニュアルがないとまともに行動できない欠陥を負う。メインストーリー第二部の終盤、第二期戴冠作戦の理想の王の抽出データをコンスタンティンに秘密裏に渡す。
コンスタンティン
声 - 雨宮天 / キャラクターデザイン - 閏月戈
和平に伴い、キャメロットから査察のために派遣された騎士。日々勢力争いに明け暮れる王候補たちに失望し、ブリテンの未来を憂いていた。元々第三期戴冠作戦で「理想の王」となるために製造された騎士で、あらゆる因子をその身に有している。

### 天剋の騎士編
セリシエ
声 - 喜多村英梨 / キャラクターデザイン - 桑島黎音
「天剋の騎士」の一人。ブリテンの南方を治める王に仕えていた騎士。王は正義感が強く、真にブリテンの平和を願っていたが、民が殺され続けることに疲れ、外敵を殲滅するため民の犠牲も全く厭わない細菌兵器を商人から仕入れるようになった。セリシエは説得を試みたが、聞き入れられず、民を守るために主であるアーサーを自ら斬ることになってしまった。酒好きで酒癖が悪く、ライゼルがよく晩酌に付き合わされる。
ライゼル
声 - 櫻井孝宏
「天剋の騎士」の一人。商人のアーサーに仕えていた護衛騎士。商材を街へ運搬する馬車を護衛していた。ある日から積荷の中身の情報を教えて貰えなくなり、内密に確認したところ、人身売買のために集められた彼の国の病弱な人間の子供たちだった。口封じのために殺されそうになり、主に剣を立てた。旅好きな性格は陸路で街から街へ巡っていたから。昔の商人仲間を使って、天剋の騎士が自ら仕える王を殺めた事件の「黒幕」について調べている。
シルヴィア
声 - 東山奈央 / キャラクターデザイン - teco_uk
「天剋の騎士」の一人。キャメロットから少し離れた位置にある城と城下町を治めるアーサーに仕えていた守護騎士。城下町に疫病が広がり、王の命令で特効薬を探すために城を出た。シルヴィアの留守中に商人が流行り病に効く薬を売りにきたが、それは飲んだ者を異形の魔法生物に変える魔薬であり、民を守るためにと毒見をした王は身体の半分が異形と化し、街を焼き払ってしまっていた。最期には王から殺して欲しいと頼まれ、自ら王を手にかけた。料理が趣味であるが、旅先でも当番を真っ先に外されるほどの料理下手。
ヴィヴィ
声 - 内田真礼 / キャラクターデザイン - ちーこ
「天剋の騎士」の一人。科学者でありアーサーである主により、湖ではなく研究所で製造された騎士。人体を使った湖の乙女再現実験は失敗に終わり、妖精ではなく騎士として誕生した。目覚めた際に実験の素体になった死体の山を目の当たりにしたことで心が壊れ、魔力が暴走して研究所を壊滅させた。セリシエのことをセリ姉と呼び、ライゼルやシルヴィアのことも実の兄や姉のように慕っている。
リリィ
声 - 悠木碧 / キャラクターデザイン - らんどせるRX
元はセリシエが仕えていた王の娘だったが、ヴィヴィと同じく人体を使った湖の乙女再現実験の素体に利用されたが、「空亡」という妖怪の因子を埋め込まれ、騎士として製造された。強大な魔力を内に秘めているが制御法がわからず、小動物のように常に怯えながらセリシエ達の後を付いて回っている。同じく内に魔力を秘めているヴィヴィと仲が良く一緒に遊んでいる。

### 王位妖精編
フィンヴァラ
声 - 芹澤優 / キャラクターデザイン - 夢之式
「王位妖精」の一人。悪魔のような姿で、闇を自在に操り、紫炎を纏うエクスカリバーを持つ。剣に触ろうとしたり、背が低いのがコンプレックスで「小さい」と言われると怒る。とあるきっかけで妖精フェデルマと仲良くなり、今はウアサハと共にヘヴリディーズのネトゲ仲間となっている。本気を出す時は背中にある黒い翼が広がる。
アリアンロッド
声 - 堀江由衣 / キャラクターデザイン - teco_uk
「王位妖精」の一人。穏やかで慈愛に満ちた性格で、戦いに疲れた者の心を癒してくれる。時空を超える力を持つが、一回使うとすごく疲れてしまう。色々な事に興味を持ちチャレンジするが、世間知らずなところがあり、突拍子の無い行動を取って失敗してしまう。掃除と料理が下手。
ディーヴァ
声 - 早見沙織 / キャラクターデザイン - 彩樹
「王位妖精」の一人。強力な水流による戦闘力に特化した妖精。誰に命じられたかもわからないままに破壊を自らの使命だと思い込んでいる。
デル・グレネ
声 - 長妻樹里 / キャラクターデザイン - マニャ子
「王位妖精」の一人。魔力を凝縮した細剣を所持している。自身を「太陽の涙」と表し、太陽と占いを関連付けて物事を考えている。元々の性分に合っているのか、戦いには意欲的。だが普段は仲の良いフィアフナと一緒に穏やかに占いを楽しむ日々を過ごしている。
ロスメルタ
声 - 内山夕実 / キャラクターデザイン - エムド
「王位妖精」の一人。高い戦闘能力を持ち、強力な風の魔力を纏うエクスカリバーを持つ。風に流される雲の様に行動していて、基本は人に従うことはないが、気に入った相手には力を貸すこともある。
シャノン（赤髪の少女）
声 - 加藤英美里
ヘヴリディーズの城の門前で倒れていた、行き倒れの謎の赤髪の妖精。アレミラと謎のアーサーによる実験の際に記憶を失い、記憶と共に妖精としての力が封印されていたが、アレミラの悪夢魔法により見せられた悪夢の中で「行方不明の兄」に再会することで、記憶と本来の能力である「5人の王位妖精達の間に存在するネットワークに干渉する力」を取り戻した。家事全般が得意。
謎のアーサー
声 - ？
アレミラの協力者である謎の研究者。剣と銃の二刀流の使い手。とある目的のため、アレミラに力を貸している。ブリテンの王には興味がなく、「アーサー」になるためだけに「剣の試練」に挑戦した。
リアンノン
声 - 花守ゆみり / キャラクターデザイン - きんぎん
王位妖精5人とシャノンの命が合体することで生まれた新たな妖精。その場にいる全ての者の「生」と「死」を逆転させる力を持つ。

### ティル・ナ・ノーグ編
ミディール
声 - 大久保瑠美 / キャラクターデザイン - フルーツパンチ
リアンノンを求めてヘヴリディーズを訪れた妖精姉妹の姉。しっかり者に見えるが意外と天然な性格。甘いものや可愛いものが好き。シスコンでありツンデレ。「エリンの四宝」を守る鍵の役割を持つ。
エーディン
声 - 日高里菜 / キャラクターデザイン - フルーツパンチ
リアンノンを求めてヘヴリディーズを訪れた妖精姉妹の妹。穏やかな口調でお淑やかな性格だが、姉に危害を加えようとするものには容赦しない。素直じゃない姉を可愛く思っている。辛いものが大好きで、料理をすると全て激辛料理にしてしまう。趣味は買い物。「エリンの四宝」を守る鍵穴の役割を持つ。
ヌァザ（アーサー）
『唯一性ミリオンアーサー』の主人公であり、とある経緯で身体にもう一人の人格である、魔人「ヌァザ」の人格が融合している。魔人ダーナの封印の後、肉体から精神を分離させることが出来る断絶の時代の遺物「遠心分離装置」を求めて騎士や妖精達とブリテンに帰還していた。仲間の騎士のマビノギオンから地図を貰い、騎士ガウェインとヘヴリディーズを訪ねる。
オディナ
声 - 村川梨衣 / キャラクターデザイン - 富岡二郎
突如現れた黒い鎧を身に纏う謎の女剣士。強者を見ると手合わせを挑みたがる。キャメロットでは門前払いされたため、傭兵アーサーに目を付けているが、彼が中々手合わせに応じてくれないためヘヴリディーズに居座っている。唯一手合わせしてくれたオイフェとは意気投合している。実はただの戦闘マニアではなく、魔剣「クラウ・ソラス」を操るヌァザ（アーサー）と互角に戦えるほどの力を持つ実力者であり、魔人の国「ティル・ナ・ノーグ」を探すフィアナ騎士団の一員「激情の剣」。

### 追憶編
フェルディア
声 - 日笠陽子 / キャラクターデザイン - lack
「魔女の閥族」の一人。右手で宝剣ガルヴクラス、左手で魔法を操る凄腕の剣士。傭兵アーサーの師匠であり、所属していた傭兵団の団長。
ディアン・ケヒト
声 - 伊藤静 / キャラクターデザイン - えいひ
スカアハとフェルディアが魔法の修行をしていた時代の仲間「魔女の閥族」の一人。魔法と医療知識が専門分野だが、「断絶の時代」や「外敵」、現在のブリテンには存在していない「科学技術」にも詳しい。タリエシンが回収し損ねた妖精エルフィンを誘拐し、ヘヴリディーズのアーサーの過去の情報を収集。キャメロットの騎士の因子構成などマーリンの研究データを元に「試作品」の円卓の騎士ラコート・マルタイユα・βを製造。
ラコート・マルタイユ（αタイプ）
声 - ささきのぞみ / キャラクターデザイン - 森拓人
キャメロットやヘヴリディーズの湖の製造記録にない謎の騎士。キャメロットの騎士の因子構造に類似し、「心象の楔」に似た技術が使用されている。製造過程が完全ではなく、1つの因子から2つの心象に分かれ、異なる性能の騎士として誕生した。心象は「聖化」。高出力のハルバードを軽々と振り回すパワータイプ。エネルギー効率が悪く、常にお腹を空かせている。
ラコート・マルタイユ（βタイプ）
声 - 田中美海 / キャラクターデザイン - ゴ ワンヘイ
キャメロットやヘヴリディーズの湖の製造記録にない謎の騎士。キャメロットの騎士の因子構造に類似し、「心象の楔」に似た技術が使用されている。製造過程が完全ではなく、1つの因子から2つの心象に分かれ、異なる性能の騎士として誕生した。心象は「堕落」。スタンブレードの四刀流を戦況に合わせて使いこなすテクニックタイプ。合理的思考の代償として、感情面が未発達。
レリア
声 - 中原麻衣 / キャラクターデザイン - やみや
「竜の血」を触媒として誕生した自らを「竜の巫女」と自称する存在。訓練城の城壁を破壊して円卓の騎士ラコート・マルタイユα・βと共に侵入してきた妖精姉妹の姉。優しいが気弱な性格。
アン
声 - 高田憂希 / キャラクターデザイン - やみや
「竜の血」を触媒として誕生した自らを「竜の巫女」と自称する存在。訓練城の城壁を破壊して円卓の騎士ラコート・マルタイユα・βと共に侵入してきた妖精姉妹の妹。口は悪いが姉想い。
フラウ
声 - 田中美海 / キャラクターデザイン - 榎宮祐
秘匿の歌声を操る謎の妖精。聖遺物に関する機密情報が秘匿の歌声の形で保存されている。歌姫アーサーが子供の頃、森で出会って友達になった。

### 断絶の七聖王編
サモテス
声 - 稲田徹 / キャラクターデザイン - JaneMere
断絶の時代を統べし、七王の始祖「七聖王」の一人。七聖王をまとめるリーダー的存在。魔法文明に終わりを告げるために他の七聖王と共に目覚めた。
マギ
声 - 水橋かおり / キャラクターデザイン - 久坂んむり
断絶の時代を統べし、七王の始祖「七聖王」の一人。魔法の源である「魔法資源」を自然の中で発見した。中二病をこじらせた天才ハッカーで、眼にはカラコンを入れている。ゲームが好きで部屋に篭りがちのため運動不足気味。
バルドゥス
声 - 鈴木達央 / キャラクターデザイン - C.seryl
断絶の時代を統べし、七王の始祖「七聖王」の一人。詩人文化と秘匿の歌声を操る「バード」の始祖でありロックな性格。戦場の指揮者（コンダクター）。
アルビオン
声 - 沼倉愛美 / キャラクターデザイン - えいひ
断絶の時代を統べし、七王の始祖「七聖王」の一人。魔法剣の使い手で、戦闘力は七聖王の中で1、2を争う実力の持ち主。戦闘狂で1対1の勝負の邪魔をされると機嫌が悪くなる。
ドルイス
声 - 石川界人 / キャラクターデザイン - 閏月戈
断絶の時代を統べし、七王の始祖「七聖王」の一人。ブリテンにおける「魔法」の始祖であり、魔法資源を用いた現象を体系化した最初の魔法使い。プライドが高く、クールで皮肉屋。
サロン
声 - 岡咲美保 / キャラクターデザイン - しょういん
断絶の時代を統べし、七王の始祖「七聖王」の一人。傭兵アーサーと共に行動してる間に人間と妖精や騎士達が助け合い共存する魔法文明の姿を見てきたため、アーサー達に理解がある。他の七聖王と異なり、当時の肉体を捨てて、ティレニアの祖先の血に自身の精神を融合させることで永い年月を生きてきた。
ブルート
声 - 内田雄馬 / キャラクターデザイン - まろ
断絶の時代を統べし、七王の始祖「七聖王」の一人。妖精が存在していた時代より前に生まれ、根絶された「呪術」と剣術をミックスさせた呪剣を得意とする。七聖王の中でも最強の武人と名高いアルビオンに並ぶ実力で、2人だけで当時の敵対勢力を鎮圧したことも。快活で脳筋なアルビオンにいつも振り回され気味。
ティレニア
声 - 岡咲美保 / キャラクターデザイン - しょういん
ブリテンに近い大陸の端の村出身の少女。戦争が終結した後に村がブリテン人に襲われ、魔女の素質があるとして両親を攫われてからブリテン人を憎んでいる。ブリテンの人間を見極めるためと、連れ去られた両親を探すため、傭兵アーサーと共に行動している。両親が遺した魔法に関する研究を記した本をずっと読んでいたため、魔法を使えるようになっていた。ガラス管に草花とオイルを入れたハーバリウム（植物標本）を持ち歩いてるため、魔法資源がない場所で魔法が使用可能。よく機械いじりをしていたため、簡単な物なら修理したり改造したりも出来る。両親がいなくなってから自分で食事を用意しており、料理も出来るので、いつも雑な生活を送っている傭兵アーサーの良い世話役になっている。

## 作中用語

### ゲームシステム関連
アーサーチェンジ
操作するアーサーのキャラクターを変更出来る機能。職はそのままに騎士や妖精、拡散性主人公のアーサーの姿などに変更可能。
アーサーレベル
プレイヤー自身のレベル。レベルが上がるとクエストpt最大数やフレンド上限数などが増える。
アバターカスタマイズ
操作するアーサーの装備やアクセサリーなど、衣装を変更出来る機能。
アリーナ
1日10回挑戦可能で、勝利するとランクが上がり、様々な報酬と交換出来るアリーナメダルを獲得可能なコンテンツ。
EXスキル
エクストラデッキに騎士カードをセットすることで、効果を発揮するスキル。スキル解放のためには忠誠度を一定数値まで上げる必要がある。
古の旋律
伝承カードのレベルを上げるために必要な強化素材。名声ボーナスで入手可能。
インペリアルメダル
強力な騎士カードや伝承カードと交換することが可能な特殊メダル。
UR騎士交換所
UR以上のガチャ限定の騎士カードを複数枚素材にすることで、UR騎士1枚と交換出来る被り救済システム。
エクスチェンジコイン
期間限定イベントメダルを交換することで手に入る、おおきなメダルと交換出来るアイテム。
炎夏の赤花
第5回人気投票でアーサータイプごとに1位を獲得した炎夏型の騎士カード専用の因子覚醒素材。
円卓型騎士
エンドコンテンツとして実装されたMMRまで進化すると強力な効果を発揮出来る配布カード。
円卓の因子
高難易度クエストの初回クリア報酬で入手可能。交換所「円卓騎士の湖」で未進化状態の円卓型騎士カード1枚と交換出来る。
円卓パッシブコア
円卓型騎士のパッシブ覚醒に必要な素材。
エンチャント（エンチャ）
追加ダメージを付与する効果を持つカードまたはその追加ダメージ。
おおきなメダル
クエストで敵を倒した時に入手出来るメダル。交換所でガチャチケットや育成素材と交換可能。
オーバーヒート
敵のヒートゲージが0%になるとダメージを与えやすくなったり、敵が弱体化するギミック。
外装因子の欠片
過去のアバター交換素材を交換することで手に入る、アバターショップで交換に使用出来る汎用交換素材。
開闢の星片
因子覚醒素材の一つ。騎士メダルによる交換や地獄級、断絶級のドロップで入手可能。
乖離進化
決められた名声の値を満たした騎士カードを進化素材として、別のアーサータイプや属性、効果を持つ騎士カードに進化させることが出来るシステム。
赫聖融水
MMR騎士カードのパッシブ覚醒に必要な素材の一つ。
騎士メダル
ガチャのおまけで入手出来るメダル。集めると月に1回だけ騎士メダル交換所ラインナップの中のガチャ限定の騎士カード1枚を交換出来る。
絆ガチャ
絆ポイントを消費して回すことが出来る過去のイベント産配布カードが手に入るガチャ。低確率で騎士カード「聖夜型ニムエ」が出現する。
絆ポイント
フレンドデッキ（貸し出しデッキ）が他のプレイヤーに使用されることで貯まるポイント。
キラリー
騎士カードの進化に必要な素材カード。
銀聖融水
MMR騎士カードのパッシブ覚醒に必要な素材の一つ。
クエストpt
クエストの挑戦時に消費するポイント。マルチプレイでは部屋を立てたホストが消費する。一定の時間経過で回復し、アーサーレベルが上がると全回復する。
クエストpt回復薬
クエストptを回復することが出来る専用のアイテム。
クォーツ
因子覚醒素材の一つ。騎士メダルによる交換や超弩級、地獄級でドロップするクォーツボックスから入手可能。
クリスタル
ガチャなどで消費するゲーム内通貨。クエストクリア報酬や増量セール時のおまけで貰える無償クリスタルと課金で購入する有償クリスタルがある。
クリティカル
発生時にダメージ倍率が1.5倍（150%）になる効果。クリティカルのダメージ倍率を変更させる特殊な騎士カード（200%、300%など）を使うことで一時的なダメージ上昇を狙うことも出来る。
虹聖融水
MMR騎士カードのパッシブ覚醒に必要な素材の一つ。
COST（コスト）
ターンごとに使用可能な騎士カードの消費コストの数。通常は3C（COST）開始で、毎ターン使用可能コストが1つずつ増える。
古妖精の羽根
因子覚醒素材の一つ。円卓型騎士の因子覚醒に必要。
サポート妖精
拠点に登場させることが出来るプレイヤーのサポートキャラクター、またはそのキャラクターの変更機能。タッチしたり端末を振ることで様々なセリフや反応を見れる。妖精以外に騎士やアーサー達にも変更可能でコラボ開催時はコラボキャラクターも期間限定で登場させることが出来た。
サンクチュアリメダル
強力な騎士カードや伝承カードと交換することが可能な特殊メダル。
紫煌褒章
有償ガチャ限定カードの忠誠度を上げることが出来るアイテム。
ジュエリー
売却することでゴールドが獲得出来る素材カード。
祝福
設置効果を持つもののうち、残りの設置ターンが続く限り、毎ターン効果を起動することが出来るもの。
召喚源星
召喚スフィアの進化には、同じ召喚スフィアを1個消費する必要があるが、素材として代用可能。
召喚スフィア
バトル中に、ターンやチェイン条件などの使用条件を満たすと使用出来るスフィア。プレイヤー側のターンまたはエネミー側のターンに使用可能。各アーサー3個まで、計12個セット出来る。
上限アップ
通常の物理と魔法ステータスの上限99999を超えて、ステータスをアップさせる効果。
状態異常
炎上、氷結、裂風、感電、毒（継続ダメージ）の他、トラップ、封印、コスト封印、アンデット、呪いなどがある。
心象キラー
敵が該当する心象タイプを持つ場合に、消費コストが自動でマイナス1されるパッシブスキル。
シンボル
因子覚醒素材の一つ。騎士メダルによる交換や超弩級、地獄級でドロップするシンボルボックスから入手可能。
スフィア
戦闘開始から手持ちにあり、騎士カードと同じようにコストを消費して発動することが出来る。アバターのコンプリート報酬などで入手可能。1つのデッキに3個まで装備出来る。
スフィアLV
他の召喚スフィアと合成することで上がるスフィアのレベル。
聖煌
因子覚醒素材の一つ。超弩級、地獄級でドロップする。
赤煌褒章
イベント産配布カードの忠誠度を上げることが出来るアイテム。
設置
敵に状態異常を付与されたり、経過ターンなどの条件でカウンターとして発動する効果。
セレクトガチャ
騎士メダルを消費することで回せる、ラインナップをプレイヤーが選択出来るガチャ。
属性耐性
防御バフを貫通する防御無視攻撃や、エンチャントによる追加ダメージを軽減出来る数値。
ターゲティング
敵の部位をターゲティングする効果。ターゲティングの倍率に応じてターゲティングした部位へのダメージをアップする。
多段攻撃
（n）回攻撃と書かれている複数回攻撃が可能なスキル。エンチャントによる追加ダメージは1回ごとに発生する。
MMR（ダブルミリオンレア）
MR（ミリオンレア）の上位レアリティ。星7。
探索
探索ポイントを消費することで、経験値やゴールド、クエストポイントを獲得可能。探索ポイントは一定の時間経過で回復し、アーサーレベルが上がると全回復する。
断絶の紋章硬貨
因子覚醒素材の一つ。アリーナのデイリーミッションで入手可能。
チアリー
騎士カードの強化に必要な素材カード。
チェイン
各アーサーが同じ属性のカードを出した時に得られる効果。カードの基礎威力がアップしたり、効果が強力になったりする。最大4チェインまで。
CT（チャージターン）
同じトランスアビリティの再使用に必要な経過ターン。
忠誠度
騎士カードの忠誠度を上げるアイテムを使用することで上昇する数値。忠誠度がMAXになると騎士カードの特別なボイスやセリフが見れることもある。
挑発
敵の攻撃を自分だけに集中させる効果。そのカードに書かれているカット率により、ダメージを軽減させる効果もある。
デバフ
敵の物理攻撃や魔法攻撃のステータスを下げる効果。
デバフ上限
敵ごとに設定されている、デバフで下げられる物理攻撃や魔法攻撃ステータスの上限値。
天恵
召喚スフィアが持つ、常時発動の特殊効果。パーティ全体に効果を与える。
伝承カード
騎士や妖精、人間達のエピソードをデータ化しカードに封じたもの。1枚につき、3つのトランスアビリティを持つ。メインカードに1枚、サポートカードに4枚、計5枚セット可能。
伝承盤
伝承カードの進化には、同じ伝承カードを1枚消費する必要があるが、素材として代用可能。
聖剣解放-トランス-
バトル中に「トランスゲージ」を100%にすることでトランス状態になり、アーサーの姿が「闇堕状態」に変化、トランスアビリティが解放され、ステータスが上昇したり大幅にパワーアップする。
トランスアビリティ
トランスゲージを使用して発動する伝承カードが持つスキル。
トランスバースト
トランス時に自動で発動する伝承カードの効果。
パッシブコア
MMR騎士カードのパッシブ覚醒に必要な素材。こちらは比較的集まりやすく、同じくパッシブ覚醒に必要な「虹聖融水」の方が不足しやすい。
パッシブスキル
MMR騎士カードをさらに因子覚醒させることによって解放される、メインデッキに入れてるだけでバトル中自動で効果を発揮するスキル。
バフ
物理や魔法のステータスを上げる攻撃バフ、物理防御や魔法防御のステータスを上げる防御バフのこと。
バリア
攻撃回数判定1回ごとにダメージを0にする効果を持つカードまたはその効果。
ヒートゲージ
敵のゲージが100%になると敵がヒート状態になり、行動などが強化されるギミック。
ヒートブレイク
ヒート状態の敵のヒートゲージを減少させるスキル。
ブースト
攻撃回数判定1回ごとに一時的にダメージを増加させる効果を持つカードまたはその効果。
奮起
HPが0になっても復活出来る効果を付与する効果。
ボーナスパラメータ
騎士カードの名声が上がるにつれて、デッキにカードを編成した時のHPや物理攻撃、魔法攻撃、回復量などのステータスがわずかに上がる。
魔力回路鉱石
因子覚醒素材の一つ。アリーナのデイリーミッションで入手可能。
湖の廃基板
因子覚醒素材の一つ。アリーナのデイリーミッションで入手可能。
MR（ミリオンレア）
UR（ウルトラレア）の上位レアリティ。星6。
MR交換所（赤星）
MR以上（赤星）のガチャ限定の騎士カードを複数枚素材にすることで、MR騎士（赤星）1枚と交換出来る被り救済システム。
名声
同じ騎士カードを合成することで上昇する数値。名声が高いほど名声ボーナスが多く貰える。
名声ボーナス
名声が高い騎士カードをデッキのリーダーに置くことで、クエストクリア時に貰える追加報酬の量が増えるシステム。
メダリー
カードの名声を上げるために、素材として代用可能。
ラウンドキラリー
円卓型騎士の因子覚醒、パッシブ覚醒に必要な特殊なキラリー。
リジェネ
効果が継続している間、毎ターン開始時にHPを自動回復するスキル。
ロイヤルメダル
集めると強力な騎士カード「聖騎型アレミラ」を交換可能なメダル。
鹵獲竜の爪
因子覚醒素材の一つ。2Dクエスト超級でドロップする。

### ストーリー関連
アヴァロン
「死後の世界」または「妖精の国」とも呼ばれる5000の艦載妖精を搭載した断絶の時代の兵器。
アルスター
コナハトに戦争を仕掛けられている海の向こうの国。主要都市は複数の山に囲まれた天然の要塞で、騎馬を用いた高速山岳戦を得意としている。
エクスカリバーの呪い
マーリンが戴冠作戦のために、エクスカリバーに追加したとされる機能。外敵を圧倒出来るほど強くなったと判断されると発動し、エクスカリバーの使い手から生命力を奪っていく。
王位妖精
アレミラと謎のアーサーによる、アーサーを妖精に作り変える実験の際に生まれた妖精。素体がアーサーであるため、エクスカリバーとの相性が良く、エクスカリバーに封印してその力を引き出すことが出来る。
外敵（人造英雄）
外敵の勢力の一つ。人造人間である騎士に近い存在でアーサーに近い存在でもある。外敵の大陸に唯一存在する魔法生物であるドラゴンを体内に組み込み、自らを魔法資源として魔法を行使する。休戦状態の中で、アーサー同士の内戦の隙を突き、ブリテンよりも早く戦いの準備を進めるために、魔法資源の収集のための探索とスパコンを扱える魔女狩りのためにブリテンに上陸した。「研究所」から借りてきた通常よりも出力の高い鹵獲ドラゴンを使役することも出来る。
影の国
ヘヴリディーズの別名。地下遺跡内でスカアハが解析に使っている「ドン＝クアルンゲ」が発見された。
首輪
マーリンが開発した妖精とコミュニケーションを取るための道具。代わりに妖精本来の持つ魔法の力は大幅に阻害されてしまう。
クラン＝カラティン艦隊
コナハトの提督カラティンが指揮するコナハト海軍の28隻の断絶の時代の「潜水艦」の大艦隊。
偽典：聖杯の王
オリジナルの聖杯に紐づくシステムを真似て作られた聖杯に憧れた者が作った偽物の聖杯の追加ファイル。
黒い３週間
地方商人集団「連帯」が首謀したブリテンの内乱。
警備用駆骨
訓練城の地下にあった大量の人骨を粘土と魔法によって動くように改造した無人の警備装置。
ゲイ＝ボルグ
断絶の時代の遺物の一つ。投げ槍としては照準補正用の「天空からの目」としての機能があり、槍から得た信号を基に空から数千数万の巨大な氷の槍で絨毯爆撃を行う気象制御兵器。同じく断絶の時代の遺物である「メイル＝アルスター」とリンクさせることで精密な照準と出力の調整が可能。
ケルヌンノス
タリエシンが戴冠作戦をサポートするために製造した魔獣。エクスカリバーの呪いでアーサー達を皆殺しにした後の対外敵用戦力。角にはエクスカリバーの刀身が使われている。
元老院
断絶の時代の文明崩壊の後、ブリテンには魔法文明、大陸には機械文明を与え争わせ、勝利した文明に聖杯を管理させようとした「我々」のサポートシステム。マスター権限は大陸の3妖精（シー、フェア、ルフ）にあるが、ブリテンの3妖精（フェイ、リーフェ、エル）と合わせて6人全員が元老院。
コナハト
アルスターに戦争を仕掛けた海の向こうの国。豊富なアルスター領の断絶の時代の遺跡や遺物が目的。艦隊を用いた海戦を得意とする。
コルブランド
ファルサリアにとある「伝説」を付与された剣。付与された伝説は凄まじい威力を秘めている。コンスタンティンだけが剣を扱える唯一の騎士。
細菌兵器
毒の霧を大気中に散布する兵器。アレミラとアーサーの研究所の実験の過程で偶然生み出された新種の毒物によって作られ、売却して研究費の足しにしていた。
七聖王
断絶の時代より以前「方舟」によって、大陸と近郊の島を平定、魔法資源の豊富な島をブリテンと名付け、ブリテンの魔法文明を興した七人の王達。「方舟」の管理方法を巡り、断絶の時代の研究者たちと対立したため処刑されることになった。処刑からは逃れたが「方舟」を5つの聖遺物に分け、様々な遺跡にその身を隠し、再び終結することを誓い、聖遺物と共に眠りについた。
心象の楔
湖で製造された騎士の整備や管理を行うグィネヴィアがいない訓練城ヘヴリディーズ独自の騎士調整対策。騎士の心の欠落を補うために、人工的、後天的に入力される精神データ。
スパコン
秘匿の歌声の音色を０と１に完全分解してから高度な処理を施し、人に読める形へ変換することが出来る「ドン＝クアルンゲ」と「フィンヴェナフ」など2基のスーパーコンピューター。
聖架
「方舟」を構成する聖遺物の一つ。ブリテンと大陸に点在する遺跡を繋ぐネットワークを通じて大地が持つ記録を読み取り、座標を特定して、特定の時間軸へと繋がるポータルを開く。過去の大陸やあらゆる時間、あらゆる地に赴くことが可能。特異点制御式奇跡。「奇跡：セフィロトの樹」。
聖骸布
「方舟」を構成する聖遺物の一つ。あらゆるものから存在を認知されなくなり、身を隠すことが出来る。
聖冠
「方舟」を構成する聖遺物の一つ。この世のあらゆる妖精を統べる力を持つ。「奇跡：ロンバルディア」。
聖槍
「方舟」を構成する聖遺物の一つ。槍は本体ではなくデバイス、本体は衛星の軌道上に存在する投射奇跡。あらゆるものを薙ぎ払う。「奇跡：ロンギヌス」。
聖杯
「方舟」を構成する聖遺物の一つ。あらゆる傷を癒す力を持つ、奇跡の一滴。「断絶の時代」の技術情報を格納する器。
地下
「連帯」が内乱のため運用していた兵器開発集団。鹵獲ドラゴンの研究などを行う。
ディアドラ＝プログラム
ディアドラがファルサリアに組み込んだファルサリアの心を封鎖し、その表面上にファルサリアの心があるように振る舞わせていたソフトウェア。
天剋の騎士
外敵を討伐しながら旅をしている騎士達。製造当初はそれぞれ別のアーサーに仕えていたが、民を守ることを優先し、円卓の制御を振り切り、主であるアーサーを殺す禁忌を犯した。騎士としての存在意義に背いたことで心が壊れ、いずれ暴走してしまう危険があったが、転命の雫で創られた特別な「聖化」の心象の楔でその身を保っている。別名「天に剋する騎士」。
転命の雫
円卓の制御にも抗える力を持つ、天剋の騎士のための修復特化の楔を創るための魔法資源。
聖剣解放-トランス-
もうひとつのヘヴリディーズの「もうひとりの自分」の精神を呼び出すことで、エクスカリバーに封印した「伝承の力」を引き出すことが出来る新たな力。
ドン＝クアルンゲ
敵国であるブリテンに解析させ、魔法の知識と技術を持つオペレーターである魔女を盗むために外敵の大陸から運び込まれたスパコン。
ハイランド
もうひとつのヘヴリディーズ。別世界とをつなぐ門。
秘匿の歌声
断絶の時代に使われていた高度な暗号処理技術。価値のある情報を文章化を施さず、特別な音色の形で保存していた。
バード(吟遊詩人)
断絶の時代の文明崩壊と共に全滅したという常人には聞く事も発することも出来ない歌声を操る専門家。
方舟
七聖王が大陸とブリテンを平定するために用いた巨大な戦艦。5つの聖遺物は元々方舟に搭載していた用途の異なる武装。
否定する者の遺跡
パナギアカウンターが反応する伝説の変動要因自体は存在するものの、未来の世界では遺跡ごと破壊されてしまっている。妖精アテオスが封印されていた遺跡。
ホース＝チャリオット
オイフェが操る、壁や木々さえ足場にするという断絶の時代の深靴。
魔女
人間でありながら、自らの肉体を改造することで妖精の性質を一部引き出した者。
魔導キャノン
魔法の派が解析した、魔力を注入してプラズマを発生させる断絶の時代の兵器。
魔法的生体最適化乖離設備
アヴァロンに備わっている、騎士や妖精、人間などの生命を更に進化させる機能。
マルミアドワーズ
物語や伝承をデータ化して、封じ込めることが出来る聖剣。
メイル＝アルスター
アルスターの継承者が纏う断絶の時代製の鎧。普段は形状を小さく変化させて部分鎧として身に着け、必要な時は全身鎧に変化する機能があることがスカアハの解析によって判明した。
槍の物語
戴冠作戦による「剣の物語」の運命の輪から乖離したアーサー達が進む物語。
妖精式シグナル
断絶の時代の設備にアクセスするための特殊な信号。
我々
聖遺物の探索と管理を目的とする一族。七聖王と対立した断絶の時代の研究者たちの末裔。

## スタッフ・キャスト
- 総合プロデューサー - 岩野弘明[2]
- 運営プロデューサー - 鈴木大地[2]
- シナリオ - 鎌池和馬[3]
- 音楽 - 伊藤賢治、前山田健一[3]、
株式会社ジーアングル（追加楽曲：断絶の七聖王編）[17]
- Live2D制作（サポート妖精、MMR） - 株式会社Live2D（Live2D Creative Studio）[18]
- 3DCG制作 - 株式会社アティック[19]
- 運営サイトデザイン - 株式会社エクストーン[20]
- Live2D制作 - 株式会社アイラボ[21]
- OPアニメーション制作 - 株式会社トライスラッシュ[22]
- OPアニメーション制作（2018年） - BAKKEN RECORD（タツノコプロ）[23]
- 断絶の七聖王編PV制作（2019年） - 株式会社ステロタイプ[24]
- PS Vita版・PS4版PV制作 - 株式会社イクリエ[25]
- キャラクターイラスト
はいむらきよたか、BUNBUN、refeia、牛木義隆、柴乃櫂人、文倉十、兎塚エイジ、VOFAN、竹岡美穂、凪良、原田たけひと、モタ、CUTEG、るろお、赤りんご、藤ちょこ 他[3]
- キャラクターボイス
阿部敦、岡本信彦、佐倉綾音、内田真礼、坂本真綾、金元寿子、水樹奈々、櫻井孝宏、戸松遥、豊崎愛生、茅野愛衣、安元洋貴、阿澄佳奈、宮野真守、花澤香菜、伊藤かな恵 他[3]

## 主題歌
「Million Ways=One Destination」
歌：水樹奈々 / 作詞：前山田健一 / 作曲：伊藤賢治・前山田健一 / 編曲：伊藤賢治
iOS/Android版 主題歌
「Million Futures」
歌：水瀬いのり / 作詞：RUCCA / 作曲・編曲：藤間仁（Elements Garden）
iOS/Android版 新章主題歌
「HOLLOW」
歌・作詞・作曲・編曲：KOKIA
『乖離性ミリオンアーサー：リング』イメージソング
「Breaking All The Rules」
歌・作詞・作曲：KOKIA
編曲：西川進
ストリングスアレンジ：MIZ
『乖離性ミリオンアーサー：リング』主題歌
「The Ring of Destiny」
歌：Raon
作詞・作曲・編曲：Studio EIM
韓国版『ミリオンアーサー：リング』主題歌

## コラボレーション
過去に行われた他作品とのコラボレーション。コラボレーションカードの配信期間が早い順に掲載。
iOS/Android版
- Fate/stay night（2015年4月15日-5月15日）
- ユニティちゃん（2015年7月31日-8月17日）
- 干物妹!うまるちゃん（2015年8月14日-8月25日）
- 初音ミク（2015年8月31日-9月30日）
- ハッカドール（2015年10月6日-10月12日）
- テイルズ オブ リンク（2015年10月16日-11月16日）[28]
- ダンジョンに出会いを求めるのは間違っているだろうか（2015年11月16日-11月30日）[29]
- 緋弾のアリアAA（2015年12月16日-12月28日）[30]
- 魔法科高校の劣等生 LOST ZERO（2016年1月15日-1月29日）[31]
- SNOW MIKU 2016（2016年1月29日-2月15日）[32]

## 乖離性ミリオンアーサーVR
『乖離性ミリオンアーサーVR』（かいりせいミリオンアーサーぶいあーる、Kai-ri-Sei Million Arthur VR）は、スクウェア・エニックスのVRキャラクターコマンドRPG。
タイトル通り『乖離性ミリオンアーサー』をVR（ヴァーチャルリアリティ）で体感できるようにした作品で、スクウェア・エニックスとの共同開発として、グリーのVRコンテンツ開発部門「GREE VR Studio」が制作を担当。
2017年5月25日にSteam版、2017年9月28日にPlayStation VR版がPlayStation Store配信で発売され、購入特典としてそれぞれPCブラウザ版・PS VitaまたはPS4版『乖離性ミリオンアーサー』のゲーム内で使用できるカードのシリアルコードが付属していた。
ゲームシステムも『乖離性ミリオンアーサー』のコマンドバトルをベースにしており、360度視点に対応しながら3Dボスとのカードバトルを再現。また、VRならではのキャラクターとの触れ合いやメインストーリーの一部シーンをVR化している。

### 制作（VR）
『乖離性VR』のデモ版は、『乖離性』のオフラインイベント「御祭性ミリオンアーサー」（以下：御祭性）開催時に向けて、スタッフである加島直弥が『乖離性』のソースを用いて作った。部署で評判だったことから、加島はVRの実績があるカヤックに頼んで本格的なデモ版を作ってもらい、「御祭性」に出展した。そこでも評判を得られたことから、製品版への開発に進んだ。ただし、製品版では開発のボリュームが増えてしまうことと、ミリオンアーサーシリーズの売りであるアニメ調のキャラクターが得意という理由から、カヤックではなくグリーが開発を担った。製品化に際してはデモ版からいくつか変更がある。たとえば、ウアサハとのふれあいイベントは二つ目のデモ版から実装されていたが、この時点ではVRがまだ新しいものとして扱われており、過激な内容では悪印象を持たれる恐れがあったため、製品版では頭をなでる程度の内容に抑えられた。

## ラジオ番組
ミリオンアーサーRADIO!ミリラジ！（みりおんあーさーらじお　みりらじ）は、文化放送のA&Gゾーンで放送されていた、乖離性ミリオンアーサーをテーマとしたラジオ番組。
2015年10月3日より2019年3月30日まで土曜日1:30 - 2:00（金曜日深夜）で、2019年4月5日から金曜日23:30 - 土曜日0:00に移動した。2020年3月27日放送分を以って終了することが発表され、4年半の歴史に幕を閉じた。
パーソナリティは声優の鈴木亜理沙、そして佐倉綾音と内田真礼がそれぞれ隔々回交代で行う。隔々回交代制とは、表形式でも以下で簡単に説明する。
| パーソナリティ | 毎回出演   | 隔々週 （2回分毎） |
| -------------- | ---------- | ------------------ |
| パーソナリティ | 鈴木亜理沙 | 内田真礼           |
| パーソナリティ | 鈴木亜理沙 | 佐倉綾音           |

番組コーナー
- 希少性ミリオンアーサー
リスナー独自の嗜好を紹介コーナー。
- 不可視性ミリオンアーサー
質問メールの一部が隠された状態で、質問の答えを導くコーナー。
- 信憑性ミリオンアーサー
世間に蔓延する噂やニュースを、信憑性があるかどうかパーソナリティが個人的に判断するコーナー。
- 社交性ミリオンアーサー
人見知りの内田真礼や同じく人見知りの佐倉綾音と仲良くなれるトークテーマやゲーム案をトークするコーナー。

| 文化放送 土曜1:30 - 2:00（金曜深夜）枠 | 文化放送 土曜1:30 - 2:00（金曜深夜）枠                         | 文化放送 土曜1:30 - 2:00（金曜深夜）枠  |
| 前番組                                 | 番組名                                                         | 次番組                                  |
| -------------------------------------- | -------------------------------------------------------------- | --------------------------------------- |
| 大島麻衣・浜松町歴8年目!               | ミリオンアーサーRADIO! ミリラジ! 【ここから文化放送A&Gゾーン】 | &CAST!!!アワーラブナイツ! （1:00-2:00） |
| 文化放送 金曜23:30-土曜0:00枠          |                                                                |                                         |
| 楽器楽園〜ガキパラ〜 （22:00-翌0:00）  | ミリオンアーサーRADIO! ミリラジ! 【ここから文化放送A&Gゾーン】 | A3! Blooming RADIO                      |